# João Ricardo Pereira
João Ricardo Pereira   (Luanda, 7 de gener de 1970) és un exfutbolista angolès de les dècades de 1990 i 2000.
Fou internacional amb la selecció de futbol d'Angola. i la seva aparició més notable va ser amb un 0 a 0 contra Mèxic.
Pel que fa a clubs, destacà a Académico Viseu, SC Salgueiros i Moreirense FC.